# Calle San Julián (Sevilla)
La calle San Julián es una vía pública de la ciudad española de Sevilla.

## Descripción
La vía nace de la confluencia de las calles Duque Cornejo y Moravia y discurre hasta llegar a Macasta, a un punto en el que conecta con Madre Dolores Márquez. Debe el título a la iglesia de San Julián, sita en ella. Aparece descrita en la Noticia histórica del origen de los nombres de las calles de esta ciudad de Sevilla (1839) de Félix González de León con las siguientes palabras:

Calle de san Julian. Real de san Julian, es como llaman à esta calle que vá desde la parroquia que le dá el nombre, á la calle de san Hermenegildo, es bastante ancha y nada tiene que observar; está en el cuartel D.
(González de León, 1839, p. 343)